# Novomyrhorod
Novomyrhorod (em ucraniano:  Новомиргород; em romeno:  Novomîrhorod; em russo:  Новоми́ргород) é uma cidade da Ucrânia, situada no Oblast de Kirovogrado. Tem 88,52 km² de área e sua população em 2020 foi estimada em 11.024 habitantes.